# مزار بی‌بی حسنیه
بی‌بی حسنیه کنیز فردی تاجر و بازرگان بوده‌است. وی مدت ده سال در حرم امام جعفر صادق به مطالعه علوم دینی و معارف پرداخته‌است و در حسن ملاحمت نظیر نداشته وی بعد از شهادت امام جعفر صادق نزد بازرگانی بود و بازرگان نیز از مشاهیر بغداد بوده‌است که محبت خاصی نسبت به خاندان اهل بیت داشته و بعد از شهادت امام جعفر صادق ظلم فراوان براو وارد شد و تمام اموال او را از وی گرفته و به همین خاطر به کنیز خود روی نمود و گفت عمری تو را مانند فرزند خود بزرگ نموده و اکنون وقت آن است که تو مرا دریابی که حسنیه پیشنهاد داد تا او را به نزد هارون الرشید برده و به ۱۰۰ هزار درهم بفروشد مرد بازرگان نزد هارون الرشید رفت و پیشنهاد فروش کنیز خود را کرد ومی گوید تمام مسائل دینی و معارف را از وی سؤال نمائید ابتدا هارون الرشید گفت: ای حسنیه تو راکدام دین و مذهب است وحسینیه گفت: بر طریق دین اسلام محمد و اهل بیت او می‌باشد و خلیفه دستور داد تا در جلسه‌ای کلیه علماء را حاضر نمودند که یکی از آنان ابویوسف قاضی ودیگری شافعی بود که حسینیه همه را محکوم نمود و به قدری فصیح و صریح جواب سؤالات آن‌ها را داد بطوریکه هارون متحیر شد و دستور داد تا ابراهیم ابن خالد عونی را در بغداد حاضر نمودند وبر کرسی زرین نشست و شروع به سؤال نمود بطوریکه هشتاد و سه سؤال از وی پرسیدند و همه را پاسخ داد تاریخ مرگ او معلوم نیست. مدفن او در شهرستان تربت حیدریه در روستای حسنی در بالای تپه بلند که هم‌اکنون داخل شهر تربت حیدریه واقع گردیده‌است مزار وی در گذشته دارای گنبد کوچکی بوده که به همت مردم خیر واداره اوقاف بنای قبلی تخریب و بنای جدید با وسعت مناسب ساخته وهم اکنون در حال بازسازی می‌باشد.
بر اساس این مستند رمانی با نام کیمیاگر توسط رضا مصطفوی نگارش شده که به زیبایی مناظرات بانو حسنیه را با علمای دوران هارون الرشید نشان داده و عظمت منطق این بانوی شیعه را در برابر آنان به رخ می‌کشد.